# Dallara Stradale
Dallara Stradale – samochód sportowy klasy kompaktowej produkowany przez włoskie przedsiębiorstwo Dallara od 2017 roku.

## Historia i opis modelu

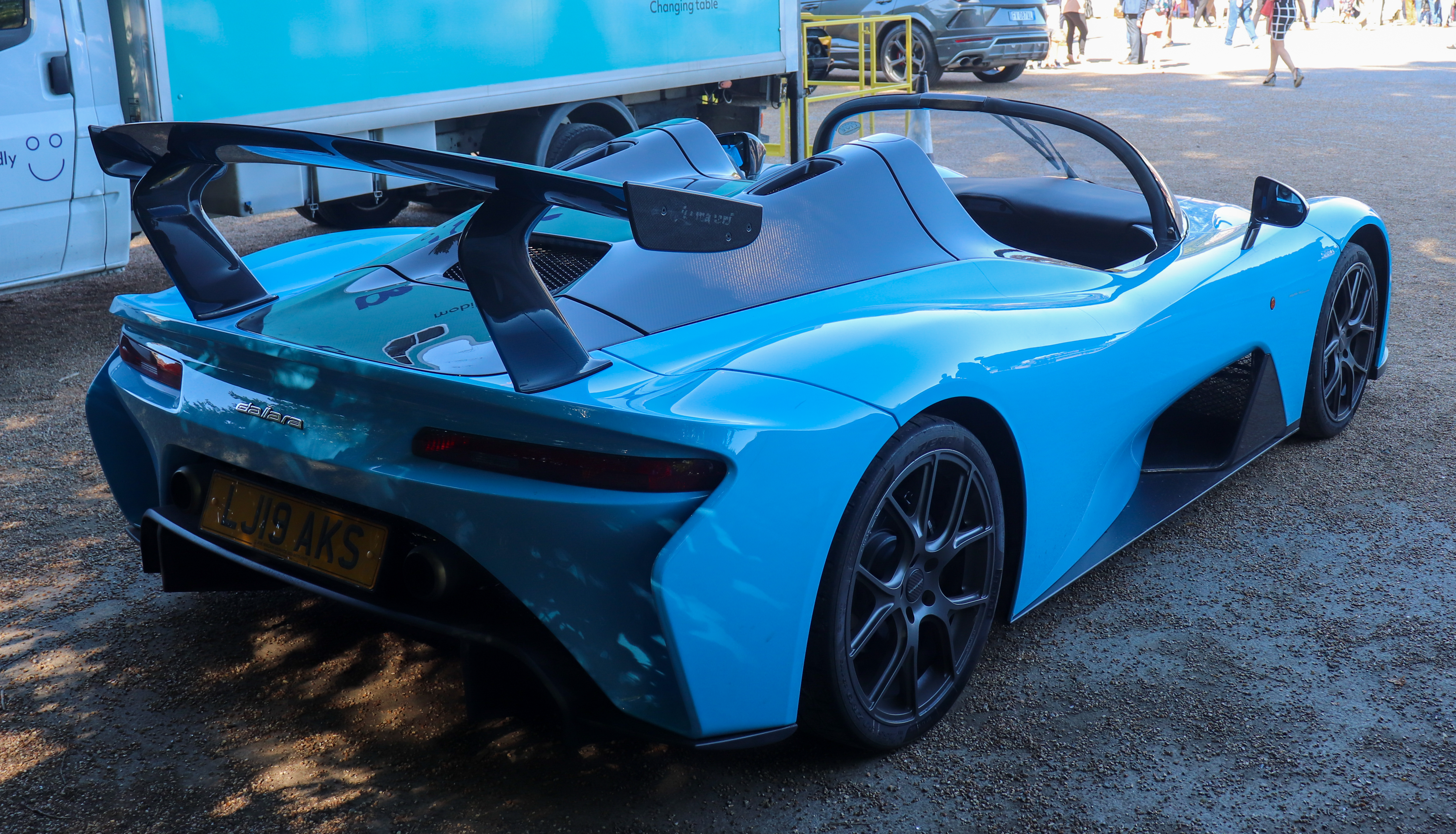
Dallara Stradale – tył

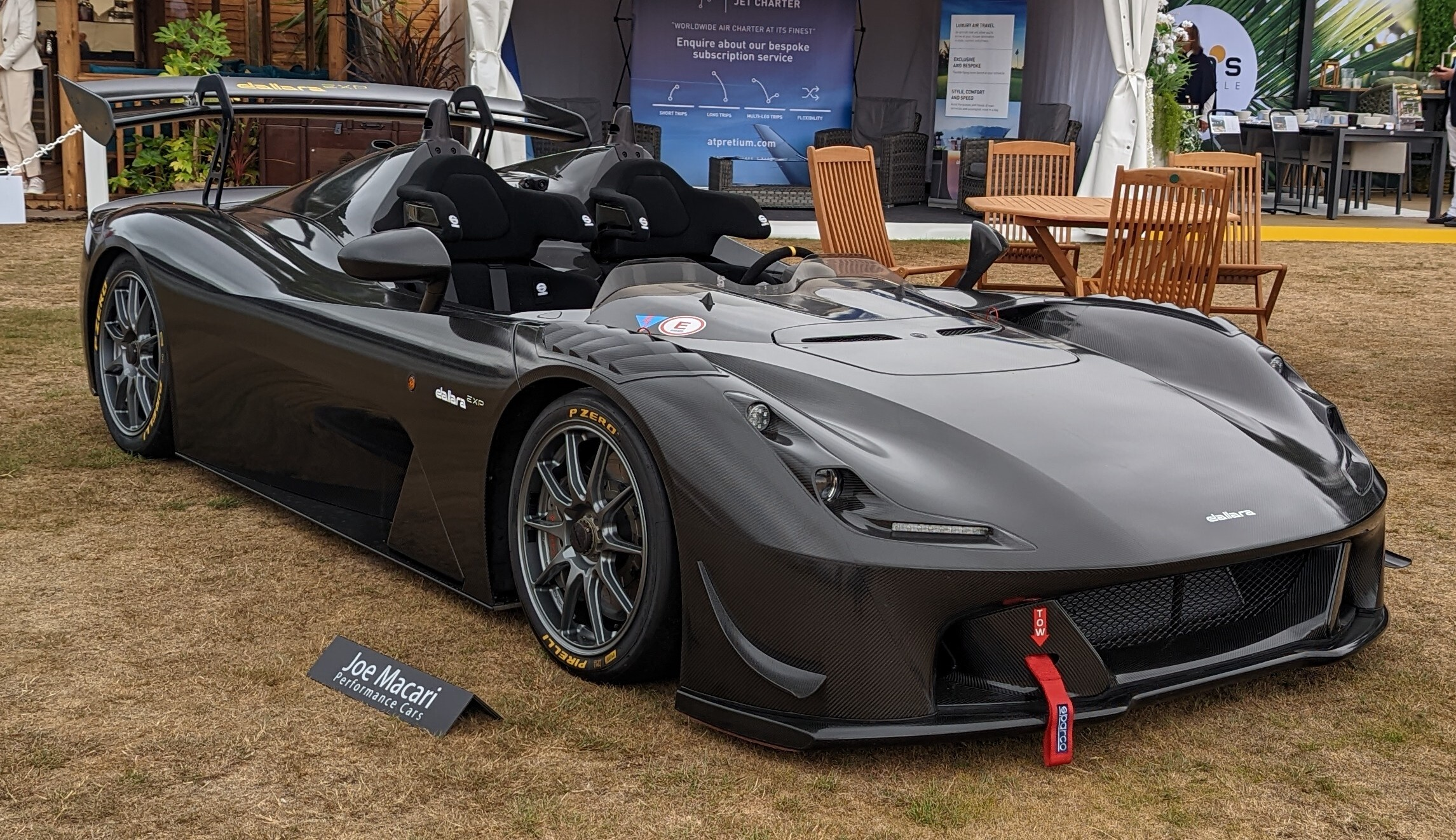
Dallara Stradale EXP

W listopadzie 2017 włoski producent karoserii bolidów wyścigowych, a także okazjonalny partner w rozwoju cywilnych samochodów sportowych, przedstawił pierwszy własny pojazd przygotowany nie tylko do jazdy po towrze, ale i drogach cywilnych. Lekka, niewielka 2-miejscowa targa Stradale zadebiutowała podczas celebrowania 81. urodzin założyciela włoskiej firmy, Giampaolo Dallary. Projekt stylistyczny opracował belgijski stylista Lowie Vermeersch, dotychczas współpracujący m.in. z Ferrari. Samochód zyskał agresywnie zarysowaną, aerodynamiczną sylwetkę z obszernym wlotem powietrza w zderzaku, reflektorami w kształcie bumerangów i kolejnymi akcentami poprawiającymi aerodynamikę w bocznych elementach nadwozia. Tył zwieńczyło obszerne skrzydło poprawiające docisk podczas jazdy w warunkach torowych.
Podstawowe Stradale zostało opracowane jako pozbawiona dachu i czołowej szyby barchetta. Za dopłatą 16 600 euro umożliwnino zamocowanie czołowej szyby, za kolejne 7700 dach w stylu targa, a za 7300 euro w momencie premiery wyceniono opcjonalny montaż drzwi.
Konstruktorzy Dallara uzyskali relatywnie niską masę całkowitą równą 855 kilogramom, z kolei do napędu wykorzystano czterocylindrowy, turbodoładowany silnik EcoBoost konstrukcji Forda. Jednostka o pojemności 2,3 litra rozwinęła moc 400 KM, rozpędzając się do 100 km/h w 3,25 sekundy i współpracując z manualną lub zautomatyzowaną przekładnią.

### Sprzedaż
W momencie premiery jesienią 2017 roku Dallara ogłosiła chęć zbudowania limitowanej puli 600 egzemplarzy, wyprzedając pierwsze 100 tuż po prezentacji. Każda ze sztuk uzyskała szeroki zakres personalizacji, na co wpłynęła nie tylko szeroka paleta barw, ale i modyfikacji w wyglądzie nadwozia.

### Silnik
- R4 2.3l 395 KM EcoBoost